# Incident du 31 mars

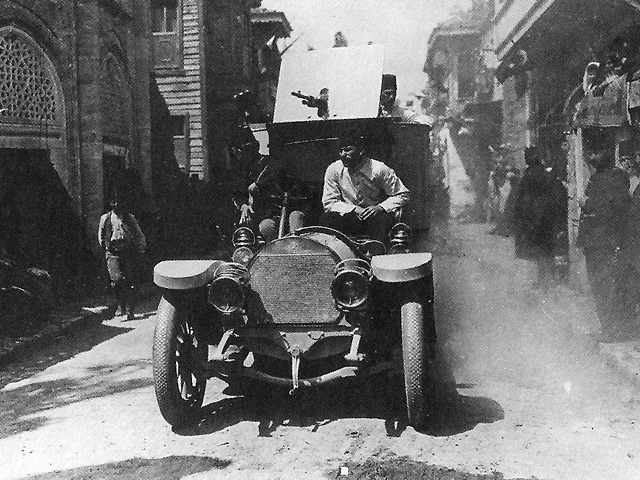
L'Armée d'Action mobilisée par le Comité Union et Progrès entrant dans Istanbul afin de reprendre le pouvoir.

L'Incident du 31 mars (en turc : 31 Mart Vakası ou 31 Mart İsyanı) fut
une rébellion des conservateurs réactionnaires de Constantinople contre la restauration de la
Constitution de l'Empire ottoman de 1876 mise en place par le biais de la Révolution des Jeunes-Turcs. Il se déroula le 13 avril 1909 (le 31 mars pour le Calendrier rumi en vigueur dans l'Empire), et fut
le point culminant du contrecoup ottoman de 1909.
Ce dernier avait pour objectif de mettre fin à la Seconde ère constitutionnelle (Empire ottoman) et à
la toute nouvelle influence du Comité Union et Progrès au pouvoir, afin de réaffirmer le statut du
Sultan Abdülhamid II comme monarque absolu.
Peu après le contrecoup, cependant, le Comité Union et Progrès organisa une "Armée d'Action" (en 
Turc : Hareket Ordusu ) afin de reprendre le contrôle de la capitale.

## L'événement
Le contrecoup, initié par une partie des contingents de l'armée sous l'égide de l'extrémiste islamique
chypriote Dervish Vahdeti, a régné de manière absolue dans Constantinople pendant quelques
jours.

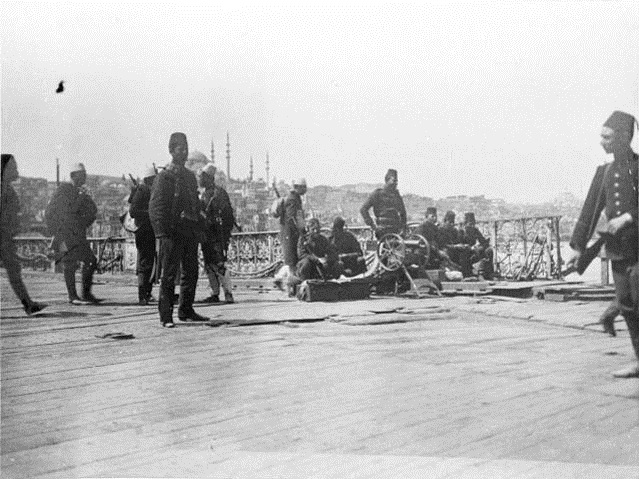
Soldats de l'Armée d'Action sur le Pont de Galata.

D'autre part, certains écrivains turcs ont accusé les Britanniques, notamment Sir Gerald Fitzmaurice,
d'avoir fomenté cet incident. Le gouvernement de Londres avait déjà soutenu des actions contre les
pro-constitution, en essayant de limiter l'influence des instructeurs allemands, croissante dans l'Empire 
depuis les années 1880. Aussi selon d'autres sources, ce contrecoup aurait été monté contre la
branche de Thessalonique du Comité Union et Progrès, qui aurait surpassé la branche de Bitola,
sous influence britannique.
Dervish Vahdeti et ses partisans ont été déposés par l'Armée d'Action, constituée en urgence par des
troupes stationnées dans les Balkans, et commandées par le général Mahmoud Chevket Pacha.
Parmi les officiers qui sont entrés dans la capitale, se trouvait, entre autres, Mustafa Kemal Atatürk.
Quelques semaines après le rétablissement de l'ordre, le Sultan Abdülhamid II fut lui-même déposé et
exilé à Thessalonique, puis remplacé par son frère le Sultan Mehmed V.
L'incident a également mené à un changement du Grand Vizir, Ahmed Tevfik Pacha assurant ce poste.

## Mémorial
En mémoire des 74 soldats tués durant cet événement, le Monument de la liberté (en) (en turc : Abide-i Hürriyet) fut érigé en 1911 dans le district stambouliote de Şişli.

## Sources
- (en) Cet article est partiellement ou en totalité issu de l’article de Wikipédia en anglais intitulé « 31 March Incident » (voir la liste des auteurs).